# Hiranyaksha

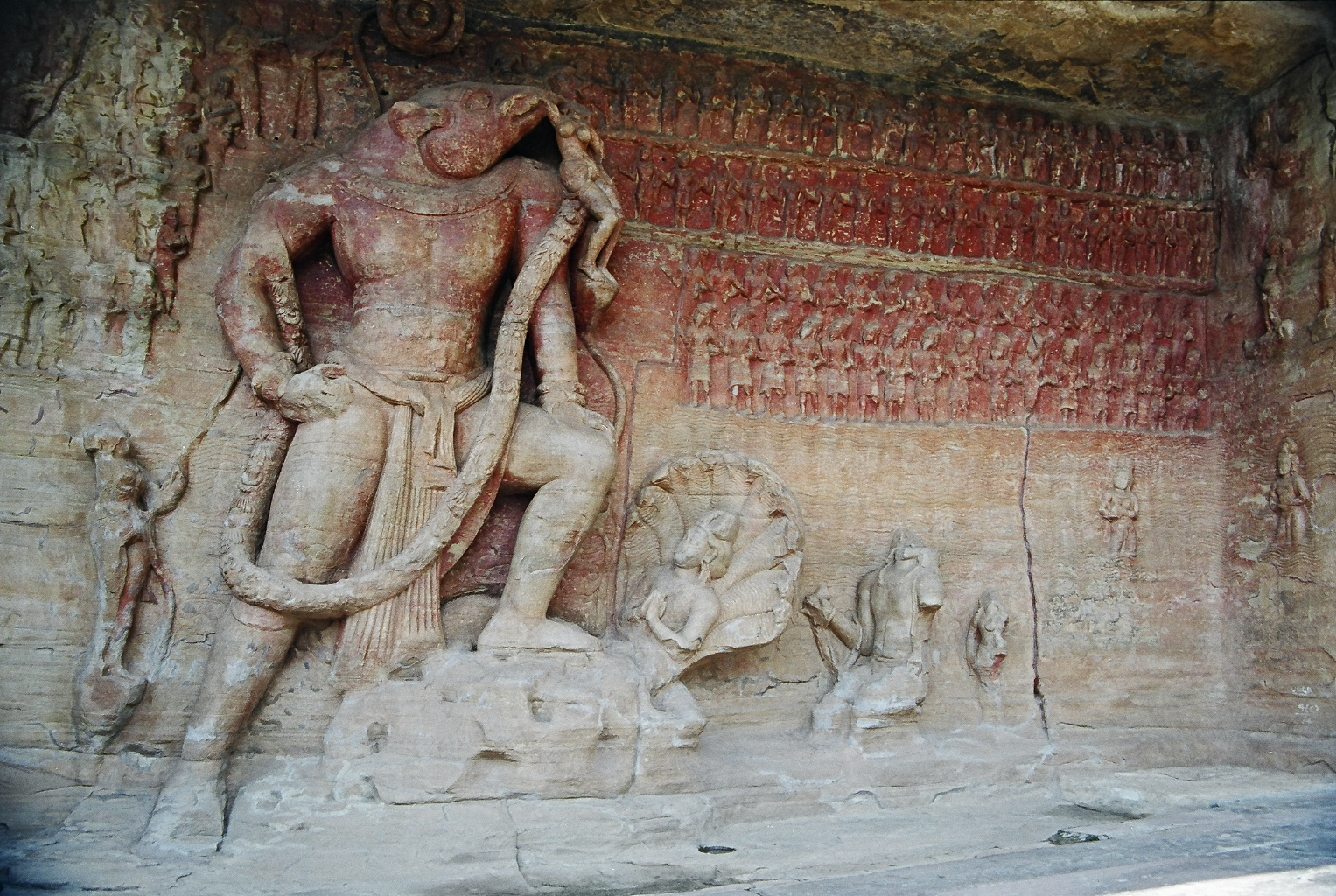
Vishnu (varaha) mit dem Kopf eines Ebers hebt die Erdgöttin Bhudevi mit seinen Hauern aus den Ozean; Hinranyaksha – mit Schlangenkrone hinter seinem Haupt – fleht um Gnade (Udayagiri, Madhya Pradesh 6. Jh.).

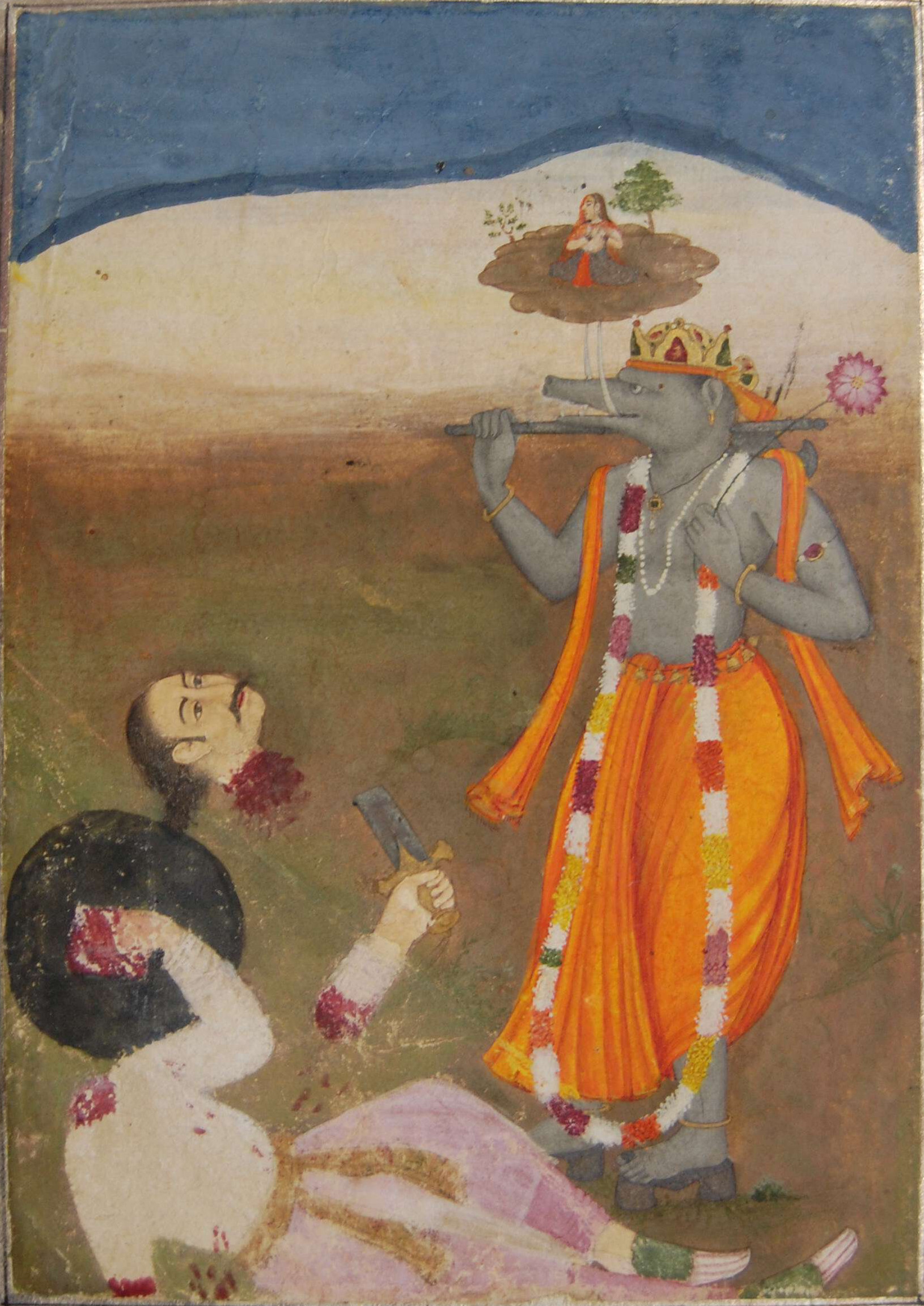
Vishnu in Ebergestalt tötet Hiranyaksha; die Erdgöttin Bhudevi sitzt auf einer Insel über ihm (Miniaturmalerei 18. Jh.).

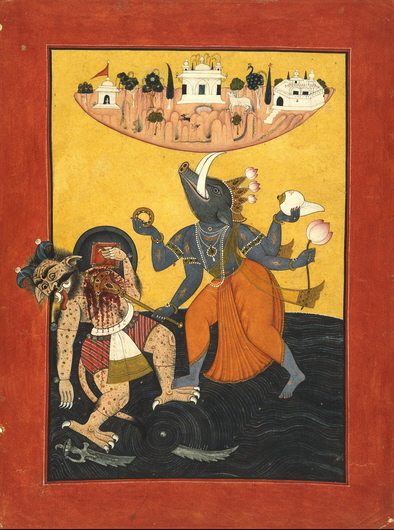
Hier ist Hiranyaksha als Teufel (Hörner, Krallen, Eckzähne, Schwanz) dargestellt (Miniaturmalerei 18. Jh.).

Hiranyaksha (Sanskrit: हिरण्‍याक्ष = „der Goldäugige“) ist ein Dämon (asura) der indischen Mythologie. Er wurde durch Vishnu in der Gestalt eines Ebers (varaha) getötet; diese Legende ist in Indien auch heute noch überaus populär.

## Legende
Hiranyaksha und sein älterer Bruder Hiranyakashipu waren ursprünglich Türwächter (dvarapalas) in Vishnus himmlischem Palast (vaikuntha); da sie jedoch viele Weise und Asketen (rishis und sadhus) nicht vorließen, wurden sie von ihnen verflucht und dazu verdammt als Söhne von Diti und Kashyapa, den Eltern vieler Dämonen, wiedergeboren zu werden. Hiranyaksha erhielt von Brahma die Gabe der Unverwundbarkeit durch alle Wesen, deren Namen er nennen könne, was ihn in der Folge dazu verleitete die sterblichen Menschen und die unsterblichen Götter gleichermaßen zu terrorisieren. Er stahl sogar die Veden und entführte die Erde in Gestalt der Erdgöttin Bhudevi in die Tiefen des Ozeans.
Bei seiner Aufzählung hatte Hiranyaksha jedoch den Eber vergessen, woraufhin Vishnu die Gestalt eines riesigen schwarzen Ebers (varaha) – groß wie ein Berg, mächtig wie ein Löwe – annahm, dessen Brüllen wie das Grollen des Donners klang und dessen Augen wie Blitze sprühten. Er begab sich in die Tiefen des Meeres, spürte Hiranyaksha auf und tötete ihn. Die Erdgöttin und die Veden brachte er zurück an die Oberfläche.
Nach einer anderen Fassung der Legende fiel Brahma, während er mit der Erschaffung der Welt beschäftigt war, die Erde (Bhu, Bhumi, Prithivi) auf den Grund des Urozeans. Der Dämon (asura) Hiranyaksha hatte unterdessen vom Wassergott Varuna vergeblich Land verlangt. Vom Weisen Narada erfuhr er, dass varaha in den Ozean getaucht sei und verfolgte ihn. In einem heftigen Kampf wurde Hiranyaksha getötet und die Götter huldigten Vishnu als ihrem höchsten Gott.

## Darstellung
Oft wird die Legende auf die Darstellung von Vishnu (varaha) und Bhudevi reduziert – Hiranyaksha ist nicht zu sehen. In der mittelalterlichen indischen Skulptur wird er häufig gezeigt, wie er – kurz vor seiner Vernichtung – Vishnu noch um Gnade anfleht; in anderen Bildnissen liegt er am Boden und Vishnu steht auf ihm. In den Miniaturmalereien späterer Jahrhunderte ist er – manchmal enthauptet, manchmal als geschwänzter Teufel – dargestellt.

## Symbolik
Dämonen (vgl. auch Andhaka, Hiranyakashipu, Mahisasur) gefährden die bestehende – von Göttern und Menschen gewollte – Ordnung. Sie vereinen in sich alle bösen, d. h. zerstörerischen, selbstsüchtigen und letztlich dummen Kräfte. Sie entfernen die Menschen von einem friedlichen Zusammenleben, in welchem Werte wie Weisheit sowie innere Ausgeglichenheit und Harmonie, aber auch Ruhe, Sicherheit und Ordnung eine dominierende Rolle spielen.